# 洛珀山
46°58′31.4105″N 8°18′49.1267″E / 46.975391806°N 8.313646306°E

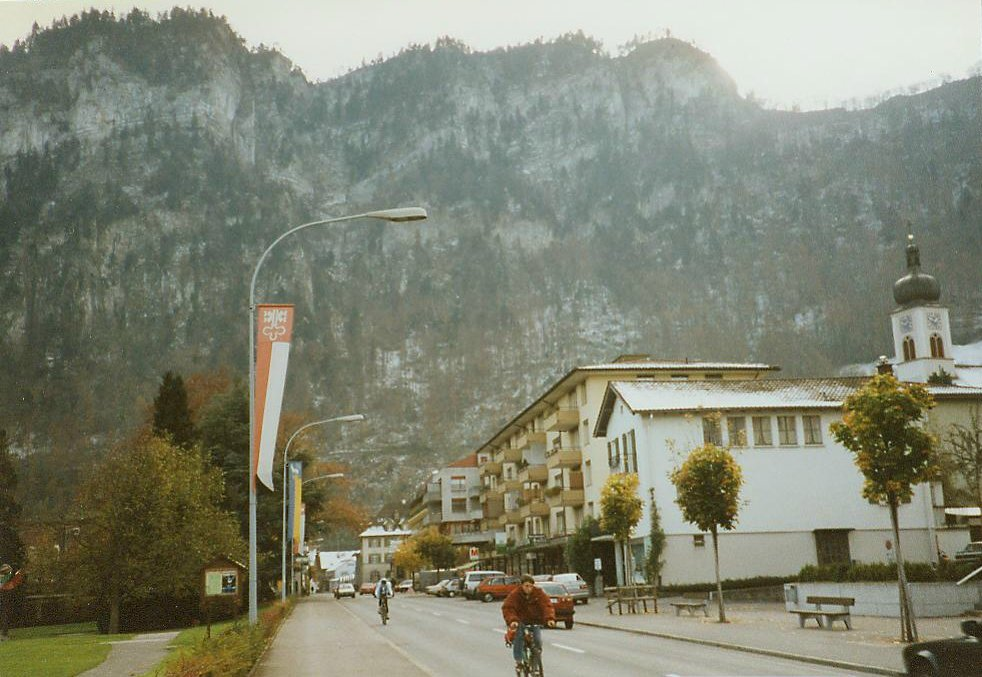

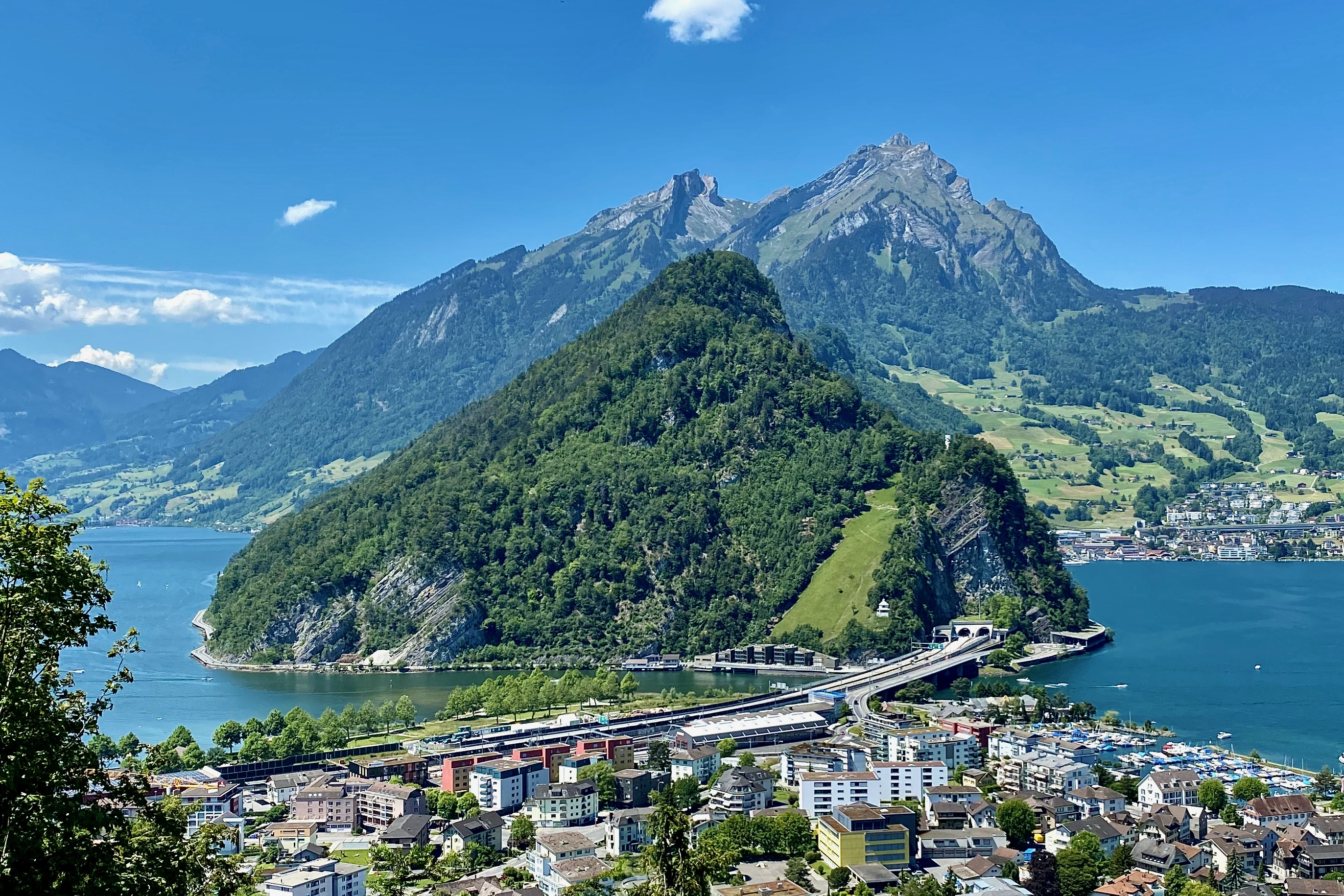

洛珀山（德語：Lopper），是瑞士的山峰，位於該國中部，由下瓦爾登州負責管轄，屬於盧塞恩前阿爾卑斯山脈的一部分，距離赫魯姆山1.3公里，海拔高度961米。